# Benjamin Sportouch
Benjamin Sportouch, né Henry-Benjamin Sportouch le 16 février 1977 à Cannes (Alpes-Maritimes), est un journaliste et animateur de radio français. Ancien chef du service politique de RTL, il a présenté jusqu'en juillet 2022 Le Grand Jury chaque dimanche sur cette station. Il a rejoint depuis l’équipe de l’émission 28 minutes sur Arte. Il est également devenu l'un des animateurs des Informés de France Info.

## Biographie
Né le 16 février 1977 à Cannes, Benjamin Sportouch est diplômé de l'IEP de Grenoble et du CELSA à Paris. Lauréat de la bourse RTL-Jean-Baptiste Dumas en 2001, il devient pigiste pour cette station jusqu'en 2003, et pour l'AFP de 2001 à 2005, avant d'être embauché à l'AFP en 2005 comme chroniqueur judiciaire. 
De 2007 à 2011, il intègre le service politique de l'AFP comme correspondant à Matignon. 
En 2011, il entre à L'Express comme journaliste politique et y couvre notamment la campagne présidentielle de Nicolas Sarkozy en 2012. Il publie avec Jérôme Chapuis un récit de cette campagne, Le Naufragé, chez Flammarion. 
De 2012 à 2015, il assure en parallèle un édito politique chaque semaine sur France Inter et participe régulièrement à l'émission de Pascale Clark Les Chropols.
Benjamin Sportouch rejoint RTL en août 2015 comme chef adjoint du service politique. Depuis septembre 2017, il anime Le Grand Jury chaque dimanche de 12h à 13h, en direct sur RTL et sur LCI. 
Depuis mars 2018, il est aussi co-intervieweur un soir par semaine dans l'émission 28 Minutes sur Arte, au côté d'Elisabeth Quin. 
En juillet 2019, il est nommé chef du service politique de RTL.
Le 10 juillet 2022 il annonce qu'il vient d'animer l'émission Grand Jury pour la dernière fois. Il quitte RTL pour rejoindre l'émission "28 minutes" sur Arte et interrogera, du lundi au jeudi aux côtés d'Elisabeth Quin, des invités. Il s'attèlera en parallèle au développement de documentaires, pour le compte de la société KM prod (groupe Banijay), producteur de "28 minutes".
Il intervient également sur France Info pour animer occasionnellement l'émission Les Informés de France Info et la chronique Le brief politique.

## Ouvrages
- avec Jérôme Chapuis, Le Naufragé, l'histoire secrète d'une descente aux enfers, Flammarion, 2012, 333 p.  (ISBN 978-2-0812-8215-5)